# KK Igokea
O Košarkaški klub Igokea (português: Igokea Basquetebol Clube), é um clube profissional de basquetebol sediado na cidade de Laktaši, República Sérvia, Bósnia e Herzegovina que atualmente disputa a Liga Bósnia. Foi fundado em 1973 e manda seus jogos na Laktaši Sports Hall.